# Zr.Ms. Merapi (1875)
Zr.Ms. Merapi is een voormalig raderstoomschip der tweede klasse van hout met ijzeren spanten (zgn. composietbouw) dat was gebouwd om dienst te doen in Nederlands-Indië. Het had als roepletters GQNP.
Naar verluidt was het een van de zwaarste schepen van de 
Indische Militaire Marine, maar had tegelijkertijd zeer slechte zeileigenschappen.
Het vertrok 5 juni 1875 onder bevel van kaptein-luitenant ter zee J. Tromp. vanaf Hellevoetsluis via het Suezkanaal naar Atchin en ging daar 16 augustus 1875 voor anker. Het kreeg als taak het kruisen tussen Simpang Olim en Edi aan de oostkust van Sumatra.
Samen met de schepen Zr.Ms. Bommelerwaard en Zr.Ms. Boni nam de Merapi van 5 tot 20 mei 1877 deel aan de expeditie tegen Langsar.
Afkomstig van Poeloe Bras wilde de Merapi een keer ankeren voor Oleh-leh, maar stiet bijna tegen Zr.Ms. Batavia. Om een aanvaring te vermijden, stoomde de Merapi zo flink achteruit, dat zij Zr.Ms. Condor raakte, waardoor een sloep van de Merapi verbrijzeld werd. Een ankerketting van de Condor brak.
De Merapi kreeg bij het Marine Etablissement te Soerabaja nieuwe stoomketels.